# Chusta Świętej Weroniki
Chusta Świętej Weroniki (hiszp. Paño de la Verónica lub Santa Faz) – obraz olejny hiszpańskiego malarza Francisco de Zurbarána, namalowany około 1631 roku.
Obraz znajduje się w zbiorach Nationalmuseum w Sztokholmie.

## Okoliczności powstania
Kult męki i śmierci Jezusa Chrystusa był jednym z najczęstszych tematów ikonografii post-trydenckiej, zwłaszcza w Hiszpanii. Wiara chrześcijańska obejmuje pojęcie ofiary, doprowadzając je do najwyższej ekspresji w śmierci przyjętej przez Syna Bożego i w jej uobecnieniu w eucharystycznej celebracji mszy świętej. Potwierdzając znaczenie sakramentów w relacji do protestantów teolodzy soboru trydenckiego podkreślali, iż miały one uzewnętrzniać wiarę i religijność.
W ciągu kilku wieków po śmierci Jezusa wyrosła legenda o tym, jak pewna kobieta o imieniu Weronika, którą uleczył on z krwotoku, w geście wdzięczności otrzymała możliwość wykonania jego portretu. W ciągu wieków ukształtowała się jednocześnie wiara, iż nie chodziło tu o portret w potocznym znaczeniu, ale o fakt, że Weronika podczas drogi Chrystusa na Golgotę zdjęła z głowy swoją chustę i podała mu, żeby wytrzeć pot i krew z jego twarzy, przez co jego rysy w cudowny sposób odcisnęły się na płótnie. Stąd „autentyczne” obrazy oblicza Jezusa na płótnie do ocierania potu zaczęły być powszechnie nazywane veraicon (prawdziwy obraz), a motyw ten stał się popularny w sztuce XVII wieku. Zurbaranowi przypisuje się szereg tego typu przedstawień. Za jego własne uznać należy przede wszystkim trzy podobne obrazy, powstałe w I połowie lat 30. XVII wieku.

## Opis
Pełna majestatu wersja Świętego Oblicza, przechowywana w sztokholmskim Muzeum Narodowym jest uważana za najbardziej godną uwagi z obszernego cyklu tych obrazów; należy również do najbardziej sugestywnych dzieł XVII wieku.
Obraz, podobnie jak inne z tego cyklu, przedstawia wiszące płótno do ocierania potu, wyglądające jak relikwiarz. Jest ono przybite gwoździami i przymocowane dwoma sznurami, których istnienia po późniejszych uszkodzeniach malowidła można się tylko domyślać. Rysy twarzy Zbawiciela na wyrazistym płótnie odbijają się w jasnobrązowych i szaroniebieskich odcieniach niczym mistyczne, ulotne objawienie, które właśnie zanika. Obraz nie jest „portretem” ani „odbiciem”, jako że twarz Jezusa jest na wpół odwrócona, co dodatkowo podkreśla wrażenie chwili. Obraz jest wizją. Sprawia wrażenie, jakby fałdy płótna w jednej chwili delikatnie ułożyły się wokół głowy i naprężając się uformowały geometryczną ramę; fałdy sprawiają też wrażenie otwierającego się kielicha kwiatowego, odsłaniającego zranione serce. W odróżnieniu od wielu ówczesnych malarzy Zurbarán przedstawił cierpienie Chrystusa i jego śmierć nie jako dramatyczny przebieg wydarzeń, ale jako temat do medytacji w cichej modlitwie. Widz musi dopełnić obraz w swojej wyobraźni. Trompe-l'œuil Zurbarána odzwierciedla ówczesną praktykę, według której poprzez skupienie się podczas medytacji na materialnych właściwościach obiektu tworzy się jego mentalny obraz.

## Dzieje obrazu
Pierwotna lokalizacja obrazu nie jest znana, ale zapewne była to Sewilla, a jego pierwszym znanym właścicielem był Frank Hall Standish, którego ulubioną rezydencją był jego dom w Sewilli. Ten brytyjski kolekcjoner był właścicielem bardzo znaczącej kolekcji obrazów, którą postanowił przekazać francuskiemu królowi Ludwikowi Filipowi I, będącemu, podobnie jak on, miłośnikiem malarstwa hiszpańskiego. Kolekcja Standisha po jego śmierci została w 1841 roku przekazana przez barona Taylora do Luwru. Zlicytowany w ramach pośmiertnej sprzedaży majątku obalonego króla Ludwika Filipa I obraz, figurujący w katalogu zbiorów Standisha jako „anonimowa szkoła hiszpańska”, został nabyty przez Williama Stirlinga-Maxwella, który rozpoznał w nim rękę Zurbarána. Obraz został następnie sprzedany przez jego potomków w 1957 roku Muzeum Narodowemu w Sztokholmie.

## Inne obrazy olejne z tego cyklu

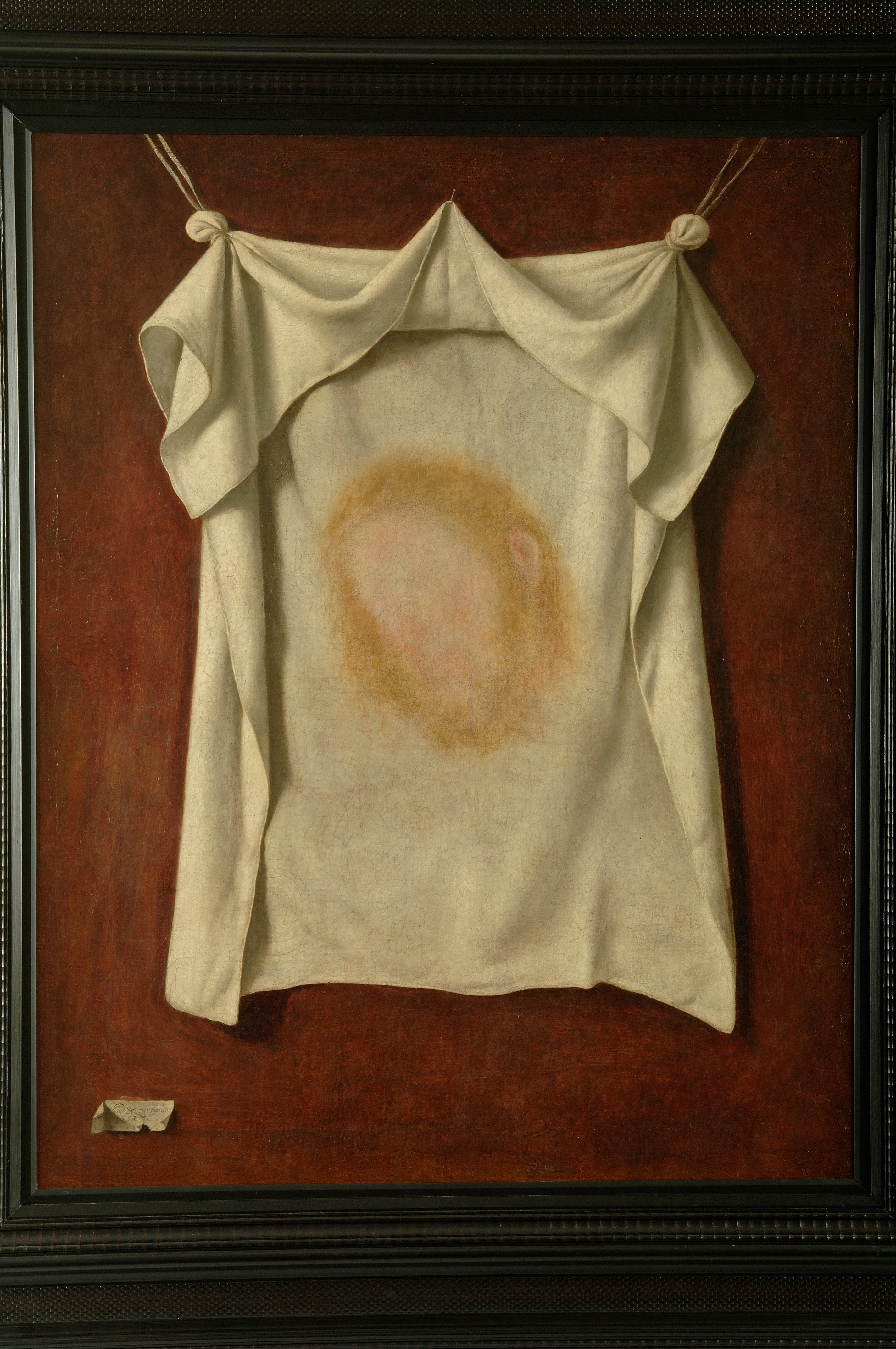
Święte Oblicze, 1658, 105 × 83,5 cm, Narodowe Muzeum Rzeźby w Valladolid
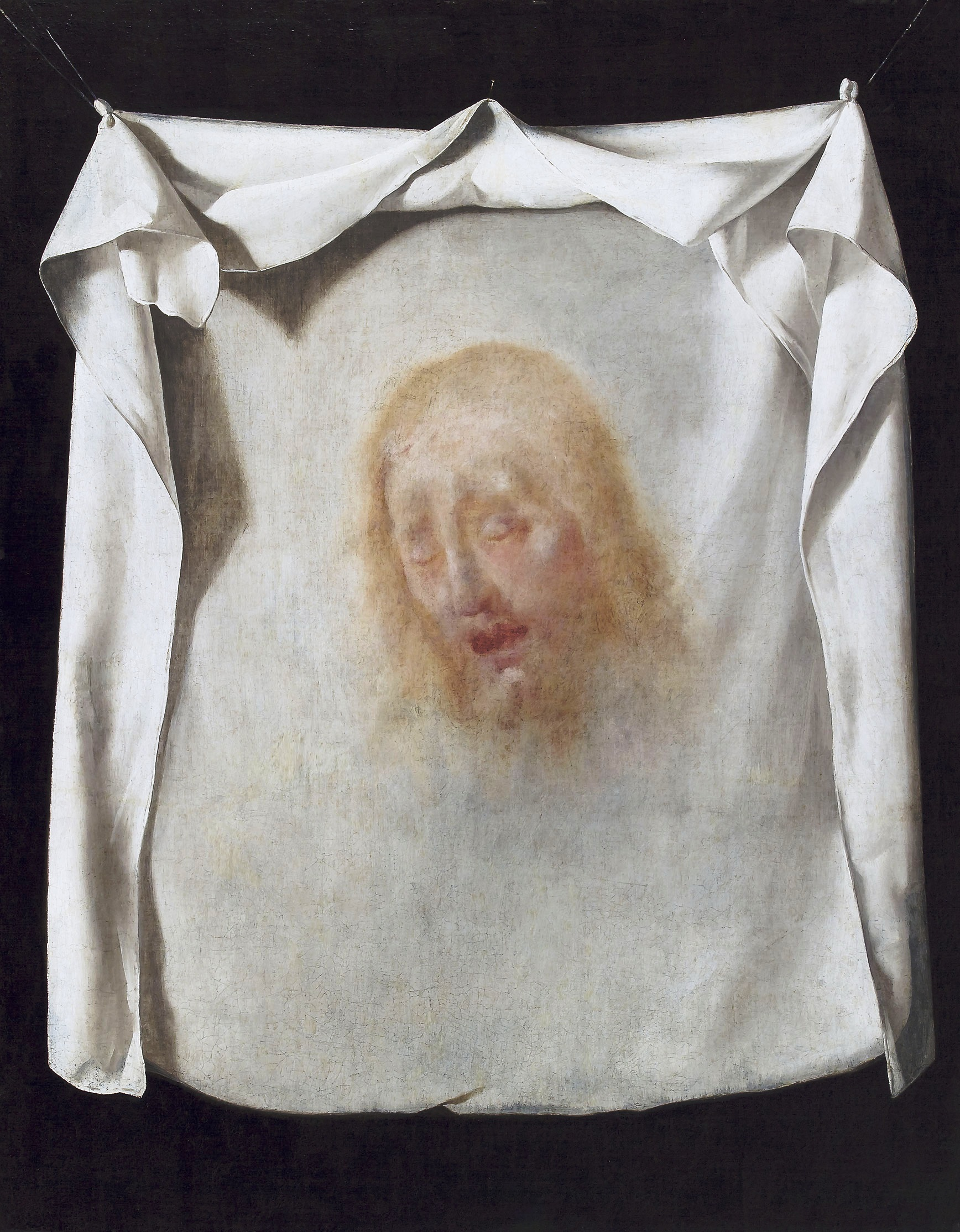
Święte Oblicze, ok. 1660, 104 × 84 cm, Muzeum Sztuk Pięknych w Bilbao
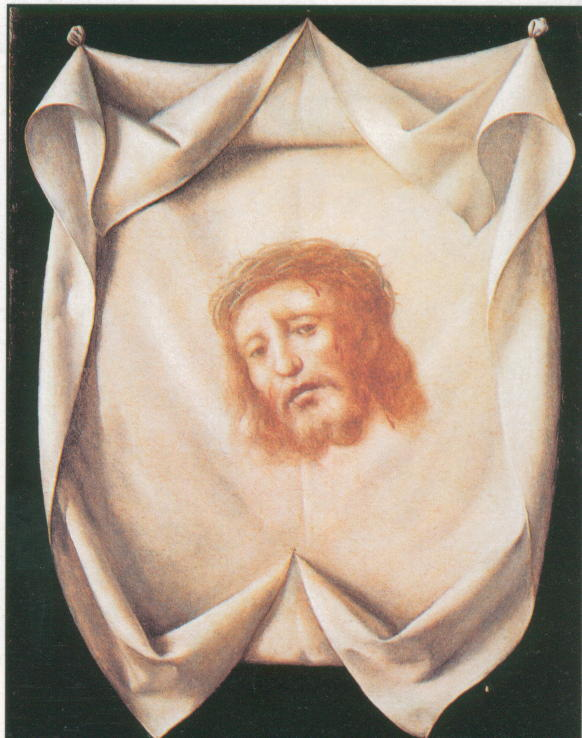
Święte Oblicze[a]